# كلاتة نجف (درونة)
كلاتة نجف (بالفارسية: کلاته نجف) هي قرية تقع في إيران في قسم درونة الريفي. يقدر عدد سكانها بـ 31 نسمة .